# Malmaryd
Malmaryd este o arie protejată (arie specială de conservare — SAC, sit de importanță comunitară — SCI) din Suedia întinsă pe o suprafață de 6,1 ha, integral pe uscat.

## Localizare
Centrul sitului Malmaryd este situat la coordonatele 56°39′50″N 13°42′03″E / 56.6639°N 13.7007°E.

## Înființare
Situl Malmaryd a fost declarat sit de importanță comunitară în iulie 2000 pentru a proteja un număr necunoscut de specii din flora spontană și fauna sălbatică aflate în arealul zonei. Situl a fost protejat și ca arie specială de conservare în martie 2011.

## Biodiversitate
Situată în ecoregiunea boreală, aria protejată conține 1 habitat natural: Păduri de fag Luzulo-Fagetum.
La baza desemnării sitului se află un număr nedeclarat de specii protejate.